# Ebbe Frej
Ebbe Cortes Frej (født 30. april 1974) er musikproducer, musiker (primært trommeslager) og sangskriver indenfor genrerne indie rock, alternativ rock. Fra 2003 til 2009 var han producer, co-komponist og alt-muligt-instrumentalist for epo-555, hvis albums blev udgivet i hele Europa og U.S.A via Crunchy Frog og div. udenlandske pladeselskaber.
Sideløbende og efterfølgende har Ebbe Frej arbejdet som bl.a. musiker, mixer og producer for kunstnere som Lise Westzynthius, Helsinki Poetry, My Evil Twin, The Late Parade, 1 2 3 4, Frejs Jazz, Nana Jacobi, Frank Hemmingsen, Jeremy Sparrow og Charlie, Don't Surf.
Ebbe Frej er desuden partner i Ha Ha Records & Management og ejer af Club Petit Surprise Studio i København.